# Labyrinthocyathus facetus
Espèce
Statut CITES
Labyrinthocyathus facetus est une espèce de coraux appartenant à la famille des Caryophylliidae.